# Boom : Gagner ne tient qu'à un fil !
Pour les articles homonymes, voir Boom.
Boom : Gagner ne tient qu'à un fil ! est un jeu télévisé français, diffusé sur TF1 du 10 août 2015 au 4 septembre 2015, il est adapté du format israélien BOOM!. Le jeu est produit par TF1 Production Sony Pictures Television en coproduction avec Lag'Alone[réf. nécessaire] et est présenté par Vincent Lagaf'. L'Érudit, une voix-off incarnée par Jean-Marc Lancelot, accompagne Vincent Lagaf' et est chargé d'annoncer lorsqu'une bombe est désamorcée.

## Déroulement
2 familles de 3 candidats, équipés chacun de paires de lunettes de protection et de pinces coupantes, doivent s'opposer à travers des questions de culture générale. Ils doivent y répondre en coupant les fils des mauvaises réponses pour désamorcer des bombes dans un laps de temps imparti. S'ils coupent les fils de la bonne réponse, la bombe explose, s'éjecte alors un flot de liquide gluant coloré.
La famille gagnante peut gagner jusqu'à 80 000 euros par émission, sachant qu'elle revient à l'émission suivante jusqu'à ce qu'elle soit éliminée.

### 1remanche
Les 2 familles doivent, candidat par candidat, s'affronter sur de diverses questions de culture générale en désamorçant huit bombes qui correspondent chacune à une question sous forme de questionnaire à choix multiples (QCM).
À la première question, un membre de chaque famille se porte volontaire pour répondre à une question dont un thème a été choisi aléatoirement, comprenant quatre propositions de réponses représentées par des fils de couleur (bleu, jaune, vert et rose). Le membre dispose d'une minute pour couper les trois fils des mauvaises réponses. S'il coupe le fil de la bonne réponse, la bombe explosé et il est éliminé du jeu. Cette question rapporte 10 000 euros.
À la seconde question, cette fois-ci, un membre de chaque famille se porte volontaire doit désamorcer 3 bombes, en répondant correctement à 3 questions en une minute. La première comporte 4 propositions de réponse (bleu, jaune, vert et rose), la seconde en comporte 3 (bleu, jaune et vert), et la troisième en comporte 2 (bleu et jaune). Si le membre coupe un seul fil de la bonne réponse, il est éliminé. Cette série de 3 questions rapporte 20 000 € seulement si le membre de la famille a désamorcé les 3 bombes.
Cette première manche rapporte au total 30 000 euros.

### Le Duel ou2emanche
Les 2 familles s'opposent face à une bombe grise. Une question comprenant 7 propositions de réponse est alors posée (les fils sont bleu, jaune, vert, rose, violet, orange et blanc). Elles doivent, tour à tour, couper un fil qui correspond à la mauvaise réponse en 15 secondes. Si une famille coupe le fil de la bonne réponse ou ne répond pas dans le temps imparti, la famille adverse accède en finale et valide ses gains accumulés lors de la 1re manche.

### La Bombe en Or ou3emanche
La famille gagnante du duel (qui revient à l'émission suivante) se retrouve face à une énorme bombe dorée. Elle doit cette fois-ci répondre à une question comprenant 8 propositions de réponse (les fils sont bleu, jaune, vert, rose, violet, orange, blanc et rouge) et couper les fils de la mauvaise réponse en moins de 2 minutes. Si la famille coupe les 7 fils correspondant aux mauvaises réponses, elle désamorce la "bombe en or" et remporte 50 000 € supplémentaires.

## Diffusion
L'émission est diffusée du lundi au vendredi à 19 h 10. La diffusion a débuté le 10 août 2015 et s'est terminé le 4 septembre 2015.
Le 9 septembre 2015, TF1 annonce que l’émission ne reviendra pas à l’antenne.

## Audiences
| Date de diffusion  | Audience      | PdM    | Réf.  |
| ------------------ | ------------- | ------ | ----- |
| 10 août 2015       | 3.34 millions | 24.7 % | [ 6 ] |
| 11 août 2015       | 2.93 millions | 22 %   | [ 6 ] |
| 12 août 2015       | 2.87 millions | 21.7 % | [ 6 ] |
| 13 août 2015       | 3.01 millions | 20.9 % | [ 6 ] |
| 14 août 2015       | 2.84 millions | 20.8 % | [ 6 ] |
| 17 août 2015       | 2.74 millions | 19.1 % | [ 6 ] |
| 18 août 2015       | 2.71 millions | 20.1 % | ?     |
| 19 août 2015       | 2.56 millions | 19.1%  | ?     |
| 20 août 2015       | 2.62 millions | 19.3%  | ?     |
| 21 août 2015       | 2.44 millions | 19.5%  | ?     |
| 24 août 2015       | 2.99 millions | 18.0%  | ?     |
| 25 août 2015       | 2.83 millions | 17.7%  | ?     |
| 26 août 2015       | 2.58 millions | 16.8%  | ?     |
| 27 août 2015       | 2.66 millions | 17.0%  | ?     |
| 28 août 2015       | 2.46 millions | 17.5%  | ?     |
| 31 août 2015       | 2.94 millions | 16.2%  | ?     |
| 1er septembre 2015 | 2.70 millions | 15.5%  | ?     |
| 2 septembre 2015   | 2.59 millions | 15.7%  | ?     |
| 3 septembre 2015   | 2.65 millions | 15.4%  | ?     |
| 4 septembre 2015   | 2.41 millions | 15.3%  | ?     |

Le 25 août 2015, pour la première fois depuis décembre 2007, TF1 fait moins d'audience que France 2 et son jeu N'oubliez pas les paroles ! présenté par Nagui.
Le 26 août, le jeu se fait dépasser de 300 000 téléspectateurs par le jeu N'oubliez pas les paroles !